# Daniel Arismendi
Daniel Enrique Arismendi Marchan (Cumaná, 4 luglio 1982) è un ex calciatore venezuelano, di ruolo attaccante.

## Caratteristiche tecniche
Gioca come attaccante.
È soprannominato Cafú e una delle sue principali caratteristiche è la velocità.

## Carriera

### Club
Arismendi iniziò la carriera nel Mineros de Guayana, nelle cui giovanili militava già nel 2001. Debuttò poi in prima squadra nella stagione 2003-2004; nel corso della stessa, venne ceduto all'Unión Atlético Maracaibo, con cui rimase sino al 2005. Dopo una parentesi al Deportivo Italmaracaibo, nel 2006 giocò nel Carabobo la prima parte dell'annata 2006-2007, conclusa poi al Mineros. Nel 2008 espatriò per la prima volta, firmando per i messicani dell'Atlante di Cancún. Nella società rosso-blu raggiunge il connazionale Giancarlo Maldonado, ma a differenza sua non diviene titolare: delle 10 presenze nel Clausura 2008, tre sono dall'inizio, mentre le restanti sono da subentrato. Fece ritorno in patria, unendosi nuovamente al Maracaibo. Con il Deportivo Táchira giocò per due stagioni, prima di trasferirsi nel 2010 al Deportivo Anzoátegui, con cui ha vinto la classifica marcatori del torneo di Apertura della Primera División 2010-2011, avendo realizzato 12 gol.

### Nazionale
Prese parte al Campionato sudamericano di calcio Under-20 2001. Debuttò in Nazionale maggiore nel 2006. Al suo primo anno nella selezione maggiore totalizzò 4 presenze; l'anno seguente Richard Páez, lo incluse nella lista per la Copa América 2007. In tale competizione esordì il 30 giugno contro il Perù, subentrando a Fernando de Ornelas: entrato al 64º, segnò la rete del 2-0 al 79º. Fu poi impiegato contro l'Uruguay: entrò nell'intervallo al posto di de Ornelas. È stato poi chiamato da César Farías per la Copa América 2011.

## Palmarès

### Club

#### Competizioni nazionali
- Campionato venezuelano: 1

Maracaibo: 2004-2005

### Individuale
- Capocannoniere della Primera División venezuelana: 1

Apertura 2010 (12 gol)